# Karel Josef Voračický z Paběnic
Karel Josef hrabě Voračický z Paběnic (německy Karl Joseph Woracziczky von Babienitz; 1686 – 25. února 1765) byl český šlechtic z rodu Voračických z Paběnic.

## Život
Narodil se jako syn Kryštofa Karla Voračického. Z otcova druhého manželství s Annou Markétou Kostomlatskou z Vřesovic († 1699) měl nevlastní sourozence Kryštofa Norberta, Antonii a Annu.
Sloužil jako panoš u dvora císaře Josefa I. a v mládí krátce sloužil v císařské armádě. Vyznamenal se účastí ve válce o španělské dědictví, jeho zásluhy odměnil císař Josef I. prstenem, který sňal ze své ruky. V letech 1705–1712 byl radou apelačního soudu a v letech 1716–1727 zastával úřad hejtmana Bechyňského kraje. Dne 28. listopadu 1726 byl císařským diplomem povýšen do hraběcího stavu.
Vlastnil panství Božejov, Chvatěruby, Myslov, Choustník a Kozárovice.

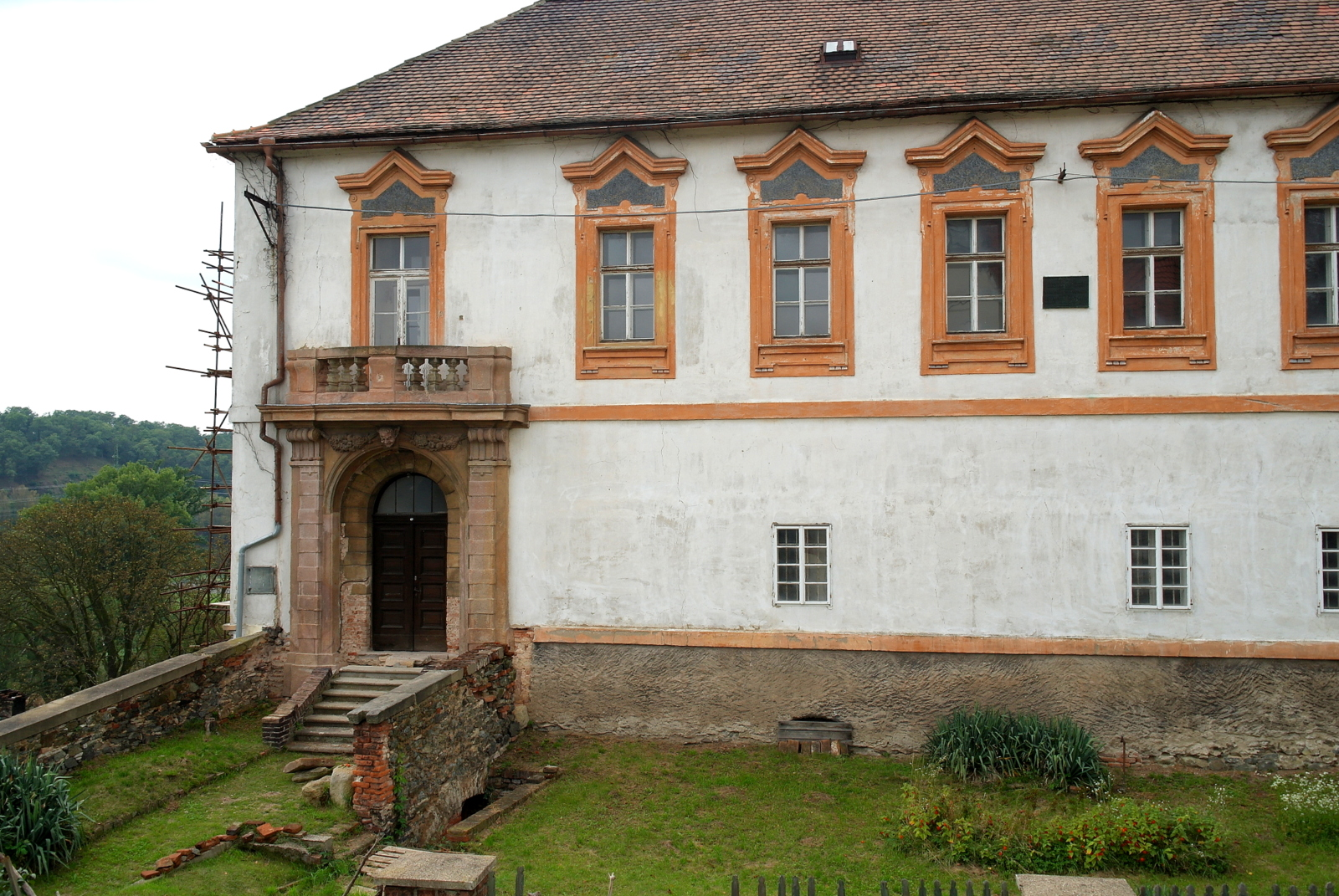
Zámek Chvatěruby

Jeho manželka Marie Konstancie Šporková do manželství přinesla panství Choustník v jižních Čechách. Potomkům Karla Josefa Voračického zámek patřil až do roku 1843, kdy jej koupil hrabě Evžen Vratislav Netolický.
Na chvatěrubský zámek pak vnesla honosnější způsob života, pro který však již tamní starý hrad nedostačoval. Proto Karel Josef roku 1717 požádal křižovnického vicemistra, aby mu dovolil v klášterní skále nalámat 500 sáhů kamene na novou stavbu. Jižní a východní strana zámku byly zbořeny a ke zbylému mohutnému zdivu byl přistavěn nový zámek barokního stylu. Karel Josef se však při přestavbě velmi zadlužil a nebyl schopen ji dokončit a začal zámek zanedbávat. 4. července 1752 vichřice shodila velkou část zámecké střechy. V roce 1816 nechal nový majitel chvatěrubského panství z opuštěné zchátralé budovy vytrhat kamenné ostění dveří i oken a převezl je do Panenských Břežan. Potom už ani domácí obyvatelstvo stavbu nešetřilo a odnášelo z ní, co se dalo.